# 迈克菲
McAfee, Inc.（/ˈmækəfiː/，原名Intel Security Group）是一間美國的跨國電腦安全軟體公司，總部位於加州聖塔克拉拉，是世界上最大的安全软件专业公司之一。

## 沿革
McAfee於1987年時由約翰·邁克菲創立，是第一個商業化防毒軟體公司，2011年2月，McAfee公司成為英特爾旗下的全資子公司，隸屬於英特爾安全（Intel Security）部門的一部份，英特爾在2014年宣佈將在未來停止使用McAfee的品牌名稱。
2016年9月7日，英特爾與TPG資本達成協議，將Intel Security轉變為一合資公司，並重新命名為McAfee。由英特爾掌握49%股份，而TPG資本則擁有51%股份，該交易於2017年4月3日完成。
2021年11月8日，公司宣佈私有化。

## 軟體特色
McAfee的產品不光依靠啟發式技術與病毒特徵庫來防禦病毒，還依靠著擁有強大監控功能的防護規則來保護電腦正常運行，在個人版中另外搭配了SiteAdvisor來過濾網路上的可疑、惡意網站確保使用者的個人資料安全。
McAfee公司的安全產品在美國擁有超過50,000家組織機構用戶，有97%的《財富》1000家組織機構選用了McAfee產品。根據IDC統計，McAfee公司已經連續六年佔據企業級防毒市場的第一名，並且佔據硬體防毒產品市場第一名。
主要的合作伙伴：
- Microsoft
- IBM Tivoli
- 惠普電腦
- 戴爾電腦
- 康柏電腦（為HP所收購）
- IBM GIS
- 蓮花公司（IBM子公司）
- Novell
- 希捷公司
- 宏碁
- 思科
- 美國線上
- 世通公司
- 通用電信
- 雅虎

## 更新服務
從禮拜一至禮拜日提供單日一次更新，若有大規模病毒爆發，則提供單日1－2次更新服務。並且有Extra.dat、Beta.dat跟GTI雲端引擎，來應付不斷產生的病毒威脅。病毒特徵庫目前約有數量67萬左右的特徵代碼。

## McAfee現狀
McAfee公司目前在75個國家設有服務據點，並於1998年進入中國大陸，在2001年，McAfee公司在中國大陸正式註冊成立了獨資公司-安網（上海）軟體有限公司，進一步拓展大陸市場。目前，McAfee公司在中國大陸設有多個辦事處，分別位於北京、上海、廣州等地。
McAfee與美國線上合作，提供美國線上付费用戶1年免費版本的McAfee Virusscan Plus Special Edition，而不在提供给免费用户。
McAfee與Yahoo合作，推出線上網站安全瀏覽，使用McAfee Web Advisor來過濾危險網頁。

## McAfee技術

#### Artemis（月神）
是McAfee為了即時防禦線上的惡意威脅，而開發出的一種雲端技術應用。Artemis會尋找可疑的PE檔案，並當偵測到時，把某類的總和檢查碼（不會包含個人／敏感的資料）傳送到由McAfee AVERT Labs架設的中央資料庫伺服器。該中央資料庫伺服器會不斷地更新新發現的惡意軟體，而且McAfee的惡意軟體佇列到目前為止並未建立官方DATs.如果符合中央資料庫內的資料，掃瞄器會報告並處理偵測到的惡意軟體。透過McAfee Artemis Technology，整個資料庫的威脅智能都可以供端點使用。有了Artemis技術，好像每部電腦都有研究人員駐守一樣，會在沒有本機攻擊特徵時尋找可疑檔案。由於這個智能是來自多個來源，包含整個McAfee使用者社群，因此可以比過去更快發現解決方案。在McAfee的佇列中的檔案並未經歷過任何分析，但會由McAfee的巨大白名單交叉檢查以避免誤判。根據由遠端維護的黑名單，可以提供較每日多次發佈特徵碼更新來對付每小時大量出現新的惡意軟體的廠商快速的保護，以防止新的惡意軟體的入侵。目前Artemis仍在Beta中，未來McAfee全線產品均將整合Artemis技術。

#### System Guard
會監視用戶電腦上疑似病毒、間諜軟體或駭客活動的可疑行為，並進行阻擋、警告與記錄。

#### X-Ray for Windows
負責偵測與清除用戶電腦上隱匿的Rootkit與其它惡意程式。

#### McAfee SiteAdvisor
SiteAdvisor軟體是免費的瀏覽器外掛程式，將網站評等為四個等級，可在點選有風險的網站前，提供網站的相關建議。但此功能無法防範瀏覽器首頁綁架。

## 產品版本

#### 防毒企業版
- McAfee VirusScan Enterprise
- McAfee VirusScan Enterprise for Mac
- McAfee Endpoint Security

#### 防火牆
- McAfee Personal Firewall Plus

#### 防毒家用版
- McAfee Internet Security
- McAfee Total Protection
- McAfee VirusScan Plus

#### 防間諜軟體
- McAfee Anti-Spyware SA (Standalone)
- McAfee Anti-Spyware

#### AOL OEM
- AOL McAfee VirusScan Plus

#### 網路瀏覽安全套
- McAfee SiteAdvisor Plus
- McAfee SiteAdvisor Free

## 授權方式
- 個人／家庭／小型辦公室
  - McAfee VirusScan Plus，一年免費更新
  - McAfee Internet Security Suite，一年免費更新
  - McAfee Total Protection，一年免費更新
- 企業版
  - McAfee VirusScan Enterprise 8.7i，一年免費更新

## 缺陷事件
2010年4月，McAfee公開承認他們的防毒軟體升級過程中的一個缺陷，造成更新的作業系統癱瘓。全球數百萬McAfee軟體用戶亦發生同樣的問題，包括美國的公司、醫院和學校及智利司法部門。主因是防毒軟體升級後在偵測Windows XP時，第5958號病毒碼誤把其中的svchost.exe檔案視為惡意程式，而錯將其刪除，導致作業系統進入不斷重新啟動的循環，且造成電腦無法存取網際網路。McAfee隨後發布一個將第5958號替換為5959號病毒碼的緊急修補程式來修復該問題。

## 併購企業
- Dr.Solomon
- Deersoft
- FoundStone
- Preventsys,Inc.
- Onigma
- SafeBoot
- Reconnex
- Secure Computing
- Solidcore Systems

## 獲獎項目
- CIO Magazine
- New York Times
- London Times
- SC Magazine
- CODiE Award
- CMP VARBusiness Magazine
- Third Annual Stevie Awards of Woman in Business
- 美國商業部表揚SiteAdvisor
- CRN Channel Champion
- Digital Integration Channel Excellence
- 2006 American Business Awards
- 2005 CompTIA Breakaway Conference

## 資料來源
1. ↑  . Home.mcafee.com.   [2012-05-15]. （原始内容存档于2016-06-08）.
2. ↑  Tova Cohen. . Reuters. 2018-06-21  [2020-08-26]. （原始内容存档于2020-11-09）.
3. ↑  Taschler, Scott. . McAfee, Inc. 2010-09-01  [2015-12-26]. （原始内容存档于2021-03-07）.
4. ↑   (PDF). 2012-09-20  [2015-12-26]. （原始内容存档 (PDF)于2013-01-27）.
5. ↑  . McAfee News. 2011-02-28  [2015-12-26]. （原始内容存档于2011-08-27）.
6. ↑  . BBC News. 2010-08-19  [2015-12-26]. （原始内容存档于2011-02-22）.
7. ↑  Harmsworth, Vere. . The Telegraph. 2014-01-07  [2015-01-05]. （原始内容存档于2020-04-25）.
8. ↑  Dana Mattioli; Matt Jarzemsky; Don Clark. . MarketWatch. The Wall Street Journal. 2016-09-07  [2021-03-10]. （原始内容存档于2020-10-03） （美国英语）.
9. ↑  Ben Woods. . V3. Incisive Business Media. 2017-04-04  [2021-03-10]. （原始内容存档于2019-02-12） （英语）.
10. ↑  .   [2021-11-10]. （原始内容存档于2022-02-13）.
11. ↑  Guy Bruneau. . SANS Internet Storm Center. 2010-04-21  [2021-03-10]. （原始内容存档于2012-07-22） （英语）.
12. ↑  Nilay Patel. . Engadget. 2010-04-21  [2021-03-10]. （原始内容存档于2010-04-22） （美国英语）.